# Империали, Лоренцо
Лоренцо Империали (итал. Lorenzo Imperiali; 21 февраля 1612, Генуя, Генуэзская республика — 21 сентября 1673, Рим, Папская область) — итальянский куриальный кардинал. Губернатор Рима и вице-камерленго Святой Римской Церкви с 29 января 1653 по 29 апреля 1654 и с 14 июля 1660 по 1 октябрь 1662. Кардинал in pectore с 19 февраля 1652 по 2 марта 1654. Кардинал-священник со 2 марта 1654, с титулом церкви Сан-Кризогоно со 2 марта 1654 по 21 сентября 1673.